# Daimler Ferret
El Daimler Ferret, también llamado Ferret Scout, es un vehículo blindado de combate diseñado para tareas de reconocimiento. El Ferret fue producido entre 1952 y 1971 por la compañía británica Daimler Motor Company. Fue adoptado ampliamente por regimientos tanto del Ejército Británico, como de países de la Mancomunidad de Naciones a lo largo de ese periodo.

## Historia
El Ferret fue desarrollado en 1949 como resultado de la necesidad del Ejército Británico por obtener un modelo que reemplazara a sus automóviles blindados ligeros de la Segunda Guerra Mundial, principalmente al “Reconnaissance Scout Car” 
Debido a su experiencia con el exitoso “Dingo” (6.626 unidades producidas, uno de los vehículos blindados de combate británicos más producidos durante la Segunda Guerra Mundial), la Daimler fue contratada para diseñar y fabricar un nuevo vehículo en octubre de 1948, suministrando en junio de 1950 el primer prototipo del Car, Scout, 4x4, Liaison (Ferret) Mark 1.
Con la designación FV 701(C), fue uno de varias versiones, pero el que más se parecía a los automóviles de reconocimiento Daimler y representó el modelo básico del Ferret. Compartía muchas características de diseño con el Dingo, principalmente su transmisión en H, donde un diferencial central elimina la pérdida de tracción debido al deslizamiento de las ruedas y los ejes de transmisión paralelos reducen considerablemente la altura del vehículo (casi igual a la de un vehículo blindado de combate sobre orugas), haciéndolo menos visible respecto a los modelos de automóviles blindados convencionales.
La suspensión del Ferret era idéntica a la del Dingo, consistiendo en pares de horquillas transversales y muelles helicoidales, con las ruedas impulsadas por juntas de velocidad constante Tracta. Pero el Ferret se beneficiaba de una caja reductora epicíclica que reducía las revoluciones de la transmisión, componente esencial debido al potente motor de seis cilindros en línea B.60 de 4,26 litros y enfriado por agua. Este iba conectado a una caja de cambios de 5 velocidades con preselector, todas ellas disponibles en reversa. En su forma original, esta instalación le ofrecía al Ferret una potencia de 116 cv a 3.300 rpm y 129 cv a 3.750 rpm en su forma final.
Su relación potencia-peso mejorada, mayor longitud (2,29 m respecto a los 1,98 m del Dingo) y la instalación de neumáticos “run flat” 9.00 x 16 con mayor diámetro incrementaron su velocidad y movilidad a través de terreno irregular.   
En comparación con el Daimler Dingo y el Ford Lynx canadiense, el Ferret poseía un compartimiento de combate más grande que iba montado directamente en su casco. Esta característica hacía que su conducción fuese más ruidosa que la del Dingo, que no tenía carrocería monocasco.
Estaba construido con planchas de blindaje de 6 mm a 16 mm de espesor, que protegía a sus tripulantes de esquirlas en la mayor parte de ángulos, excepto a 90°, porque el vehículo básico no tenía techo ni armamento, a excepción de los seis lanzagranadas frontales montados sobre los guardafangos (normalmente cargados con granadas fumígenas) que se encuentran en todas las variantes y modelos.
Sin embargo, el Ferret normalmente iba armado con una ametralladora ligera Bren, o una Browning M1919 montada sobre un afuste de pedestal, además de las armas de sus tripulantes.
Ferret Mark 2
En comparación con el Mark 1 ligeramente armado, que podía llevar una Bren o una Browning M1919 montada sobre un afuste de pedestal, el Mark 2 fue diseñado para emplear una torreta armada con una Brownimg M1919, a expensas de reducir la tripulación a dos hombres. Aunque esto ofrecía mejor protección a los tripulantes, en especial al artillero, la torreta incrementó la altura del vehículo y lo hizo más visible; en consecuencia, la opción de instalarle la torreta dependía de la naturaleza de su misión.
En general, los vehículos blindados sobre ruedas más exitosos fueros diseñados para ser ligeros, en relación con su misión, teniendo menos desventajas en comparación con los vehículos sobre orugas en lo que a presión sobre el suelo respecta, un importante factor en el desempeño a campo través.
Es lo suficientemente rápido y pequeño para ser usado en ambientes urbanos pero también es fuerte para soportar terreno difícil no pavimentado. Aunque el Ferret ya no está en servicio con el Ejército Británico, todavía es empleado por varios países de la Commonwealth y ha demostrado su popularidad entre coleccionistas privados por su tamaño compacto y su precio accesible, que oscila entre $20.000 y $30.000 en los Estados Unidos, $40.000 a $60.000 en Australia y Nueva Zelanda, así como alrededor de $9.000 en la República Checa.
Los Ferret Mark 1 y Mark 2 fueron empleados por el Ejército de Tierra de Australia desde 1953 hasta 1970, cuando los dieron de baja y los subastaron.
Según el Ejército estadounidense, 20 ejércitos empleaban el Ferret en 1996.

## Producción
Un total de 4.409 Daimler Ferret, incluyendo 16 sub-modelos con varios números Mark, fueron producidos entre 1952 y 1971. Es posible mejorar el motor usando la más poderosa versión FB60 del Austin Princess 4-Litre-R; esta mejora puede darle 55 hp adicionales sobre en motor B60 estándar. 

## Variantes

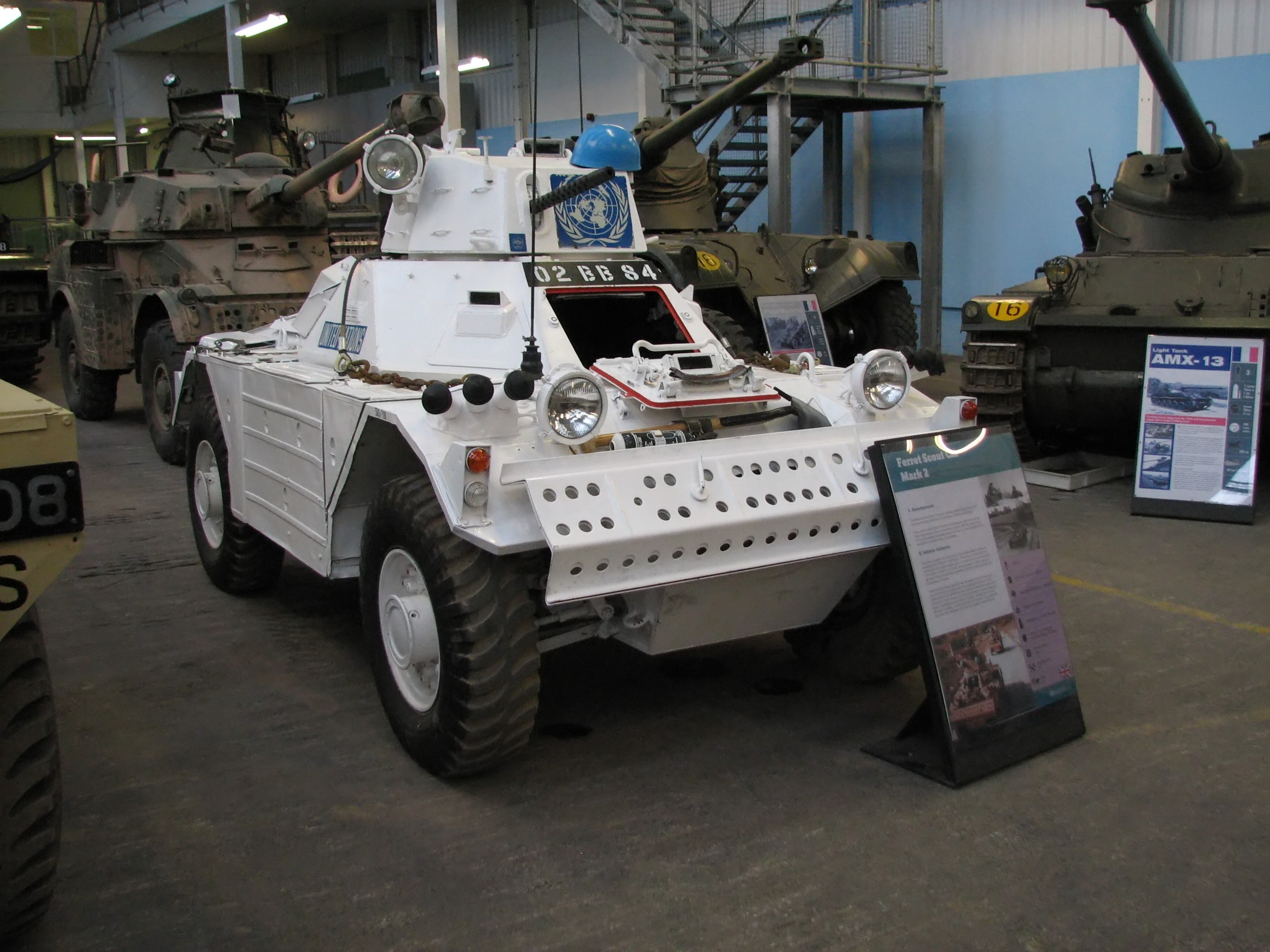
Un Mark 2 con los colores de la UNFICYP expuesto en el Museo de tanques de Bovington.

Hay muchas variantes (Marks) del Ferret, incluyendo aquellas con equipamiento variado, con o sin torreta y armadas con misiles antitanque Swingfire.
Todas las Marks y las versiones experimentales probablemente existan más de 60 vehículos diferentes.
Mk 1
- FV701C
- Funciones de enlace
- Sin torreta

MK 1/1
- Blindaje más pesado que el Mk 1
- Casco sellado para vadeo.

Mk 1/2
- Techo más alto
- Tripulación de tres
- Equipada con una Browing .30 y luego una ametralladora de propósito general

Mk 2

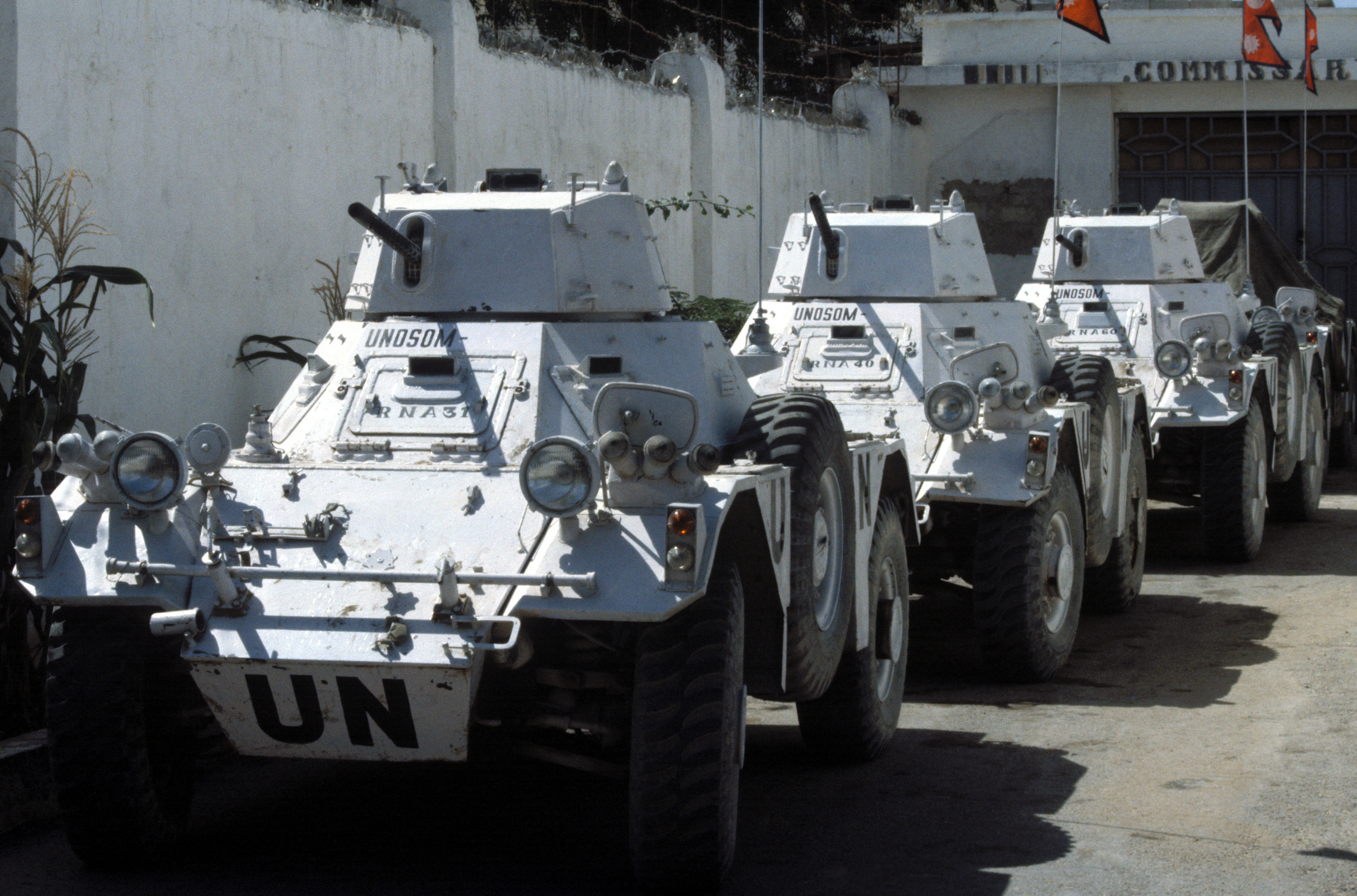
Ferret nepaleses apoyando la UNOSOM II, Mogadiscio, Somalia, 1993.

- Equipado con la torreta de un TBP FV603 Saracen

Mk 2/1 to 5
- Pequeñas mejoras en todos los aspectos, incluyendo un blindaje más grueso

MK 2/6
- FV703
- Montaje doble de misiles antitanque Vigilant
- Usado por Reino Unido y Abu Dhabi

Mk 2/7
- FV701
- Un Mk 2/desprovisto de misiles antitanque luego de que los Vigilant salieran de servicio

Mk 4
- FV711
- Mk 2 mejorado
- Ruedas más grandes
- Blindaje más grueso
- Suspensión más fuerte
- Pantalla de flotación

Mk 5
- FV712
- Mark 4 modificado.
- L7 GPMG

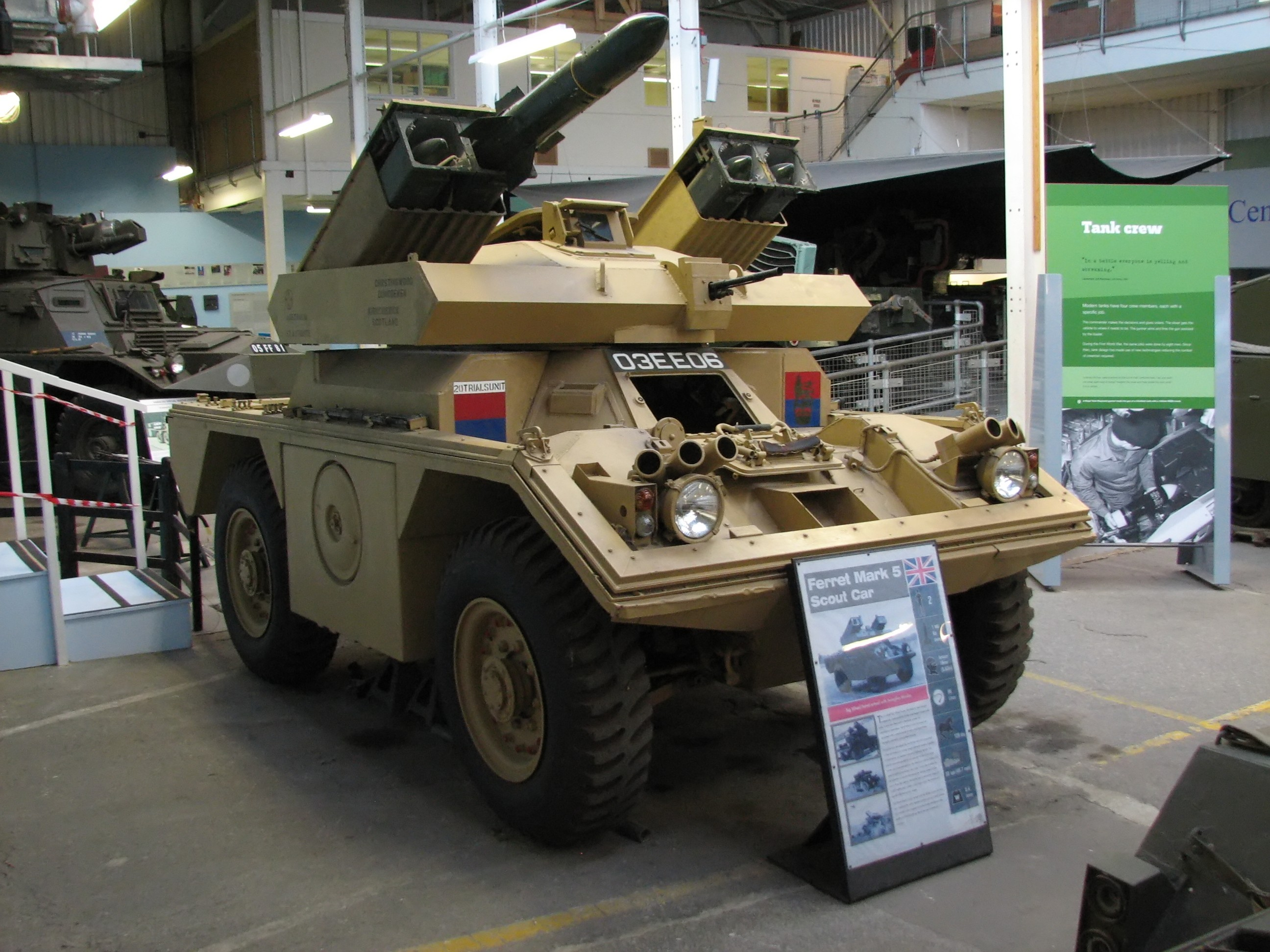
El Ferret Mk 5 del Museo de tanques de Bovington.

- Misiles antitanque Swingfire montados en una torreta

Ferret 80

## Usuarios

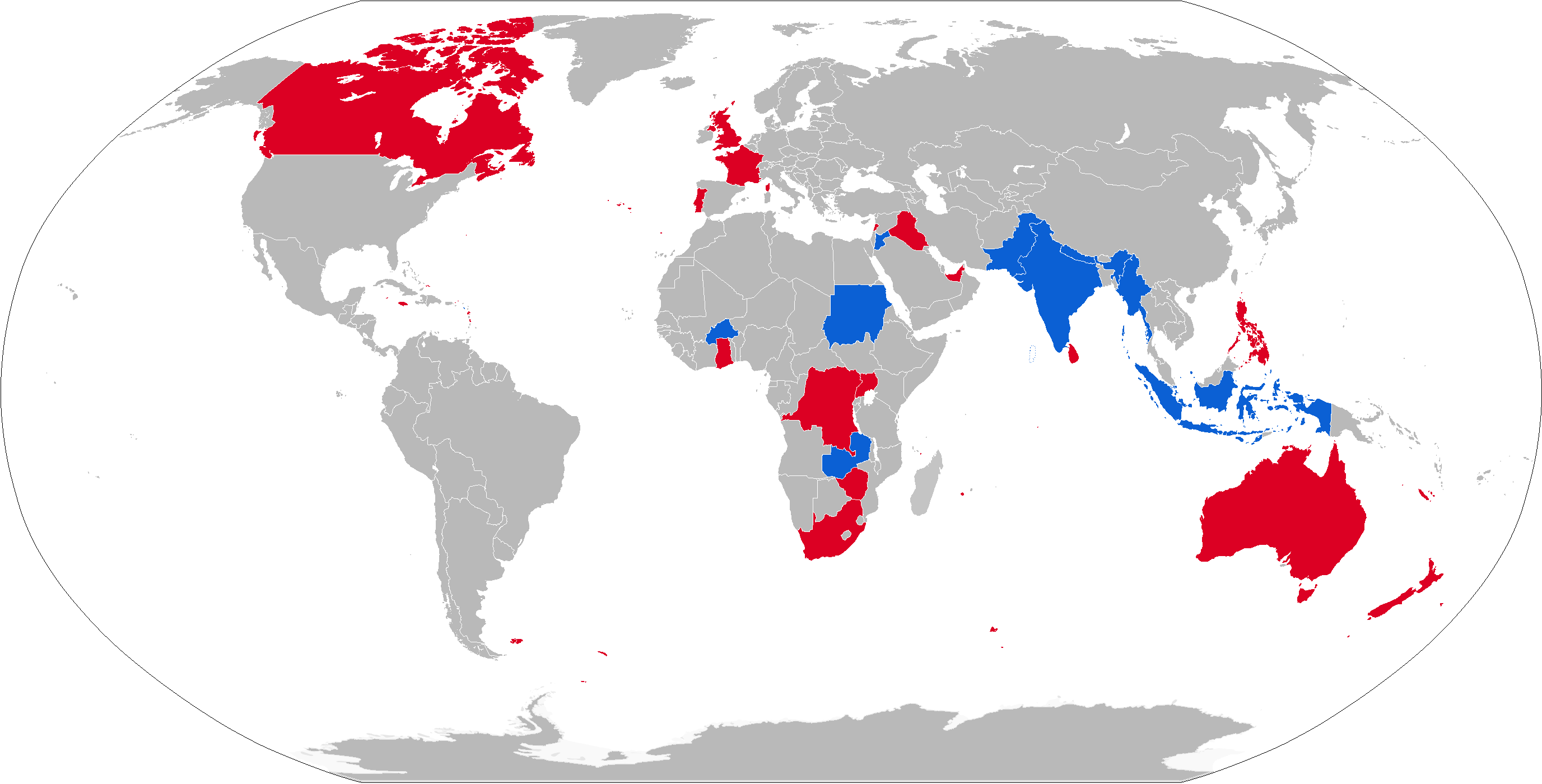
Operadores del Daimler Ferret. Actuales en azul, anteriores en rojo.

### Actuales
- Abu Dhabi: 65[7]
- Baréin: 8[7]
- Birmania: 45[7]
- Brunéi[8]
- Catar: 10[7]
- Gambia: 8[7]
- Indonesia: 55[7]
- Jamaica: 15 Mk 4.[7]
- Jordania: 180[7]
- Kenia: 20[7]
- Kuwait: 90[7]
- Madagascar: 10[7]
- Malaui: algunos donados por Sudáfrica.[9][8]
- Nepal: 40 Mk 4.[7]
- Nigeria: 40[7]
- Omán: 15[7]
- Pakistán[7][10]
- Sudán: 40–50[7][11]
- Uganda: 15;[7]
- Zambia: 28[7]

### Anteriores

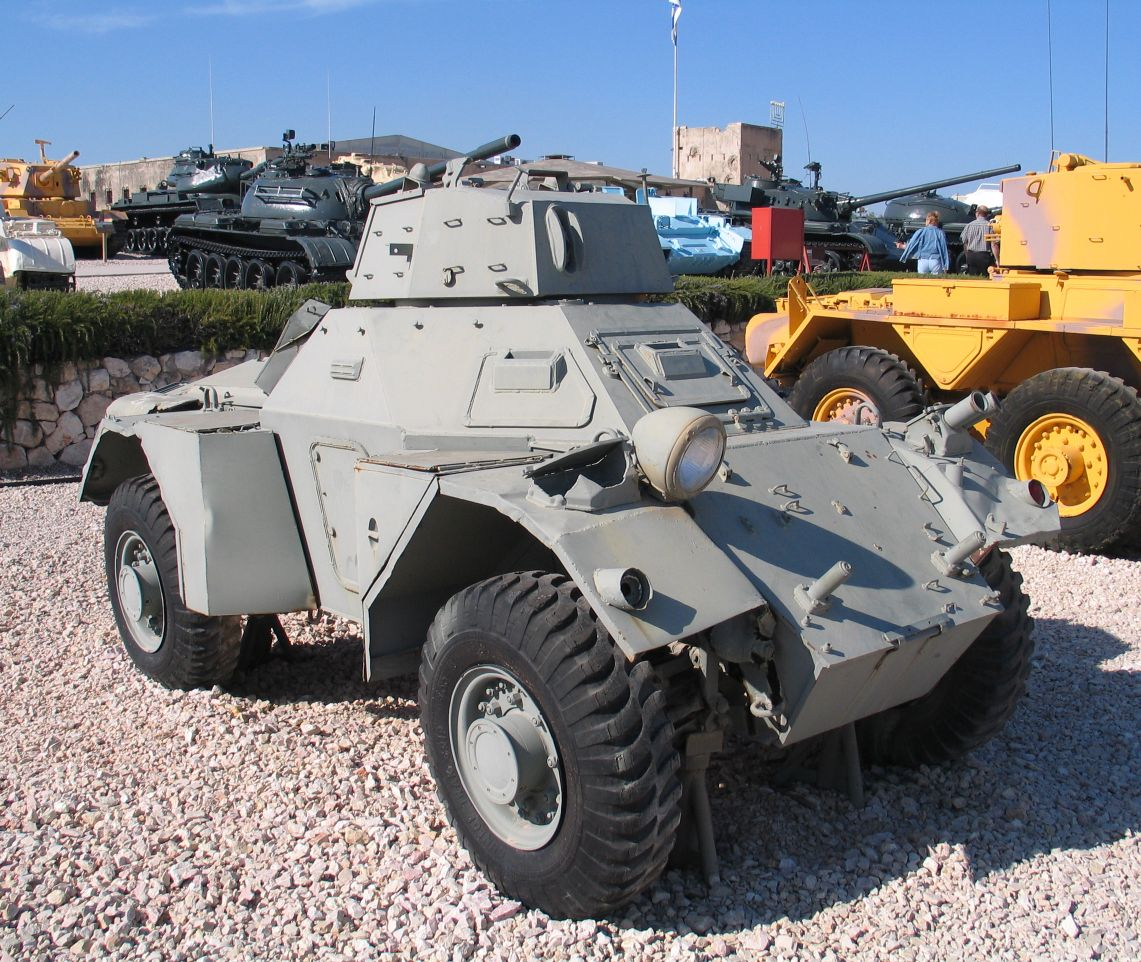
Un Mk2 expuesto en el Museo de Yad La-Shiryon, Israel.

- Arabia Saudita: 30[7]
- Australia: 265[7]
- Biafra: 1[12]
- Burkina Faso: 30[7][13]
- Camerún: 15[7][14]
- Canadá: 120[7][15]
- Francia: 200;[7] reemplazados por el Panhard AML.[16]
- Ghana: 30[7]
- Hong Kong: Fue empleado por el Regimiento Real de Hong Kong.[17]
- Irak: 20[7]
- Irán: 50[7]
- Líbano: 5; posiblemente donados por Jordania.[18]
- Libia: 15[7]
- Malasia: 92 Mk 2[7] (algunos todavía en servicio con la Policía Real malaya).
- Organización de las Naciones Unidas Naciones Unidas: dotó de 12 Ferret Mk 2 nuevos a los Cascos Azules irlandeses para sus operaciones con la ONU en el Congo en 1962.
- Nueva Zelanda: 9 Mk 2.[7]
- Países Bajos: 6 Mk 2, 1 Mk 1, que eran operados por la 11.ª Compañía de Reconocimiento de Infantería.[19]
- Portugal: 32 Mk 4.[20]
- Reino Unido[18]
- República Centroafricana: 8[7][21]
- Somalia: 18[7]
- Sri Lanka: 42[7]
- Sudáfrica: 231[22]
- Yemen del Norte[8]
- Yemen del Sur: 15[7]
- Zaire: 30[7][8]
- Zimbabue: 10[23]

## Vehículos similares
- M8 Greyhound
- EBR-75
- BRDM-2
- Panhard AML
- EE-09 Cascavel